# Genesis (2010)
Genesis (2010) foi um evento em formato pay-per-view  promovido pela Total Nonstop Action Wrestling, ocorreu no dia 17 de janeiro de 2010 no Impact! Zone na cidade de Orlando, Florida. Em dezembro de 2009 a TNA liberou o cartaz do evento, nele eram apresentados Kurt Angle, A.J. Styles, a frase lema do show: "The Night of Firsts" e a nova contratação da empresa Hulk Hogan. No evento o ringue hexagonal utilizado durante anos pela TNA foi trocado pelo retangular. Esta foi a quinta edição da cronologia do Genesis.

## Resultados
| #                              | Lutas                                                                                       | Estipulação                                                  | Tempo |
| ------------------------------ | ------------------------------------------------------------------------------------------- | ------------------------------------------------------------ | ----- |
| 1                              | Amazing Red (c) derrotou Brian Kendrick                                                     | Singles match pelo TNA X Division Championship               | 09:04 |
| 2                              | Sean Morley derrotou Daniels                                                                | Singles match                                                | 09:07 |
| 3                              | Tara derrotou ODB (c) - Tara pinou ODB (02:40) - Tara pinou ODB (09:20)                     | Two Out of Three Falls match pelo TNA Knockouts Championship | 09:20 |
| 4                              | Matt Morgan e Hernandez derrotaram The British Invasion (Brutus Magnus e Doug Williams) (c) | Tag team match pelo TNA World Tag Team Championship          | 08:45 |
| 5                              | Desmond Wolfe derrotou D'Angelo Dinero                                                      | Singles match                                                | 13:32 |
| 6                              | Beer Money, Inc. (Robert Roode e James Storm) derrotaram The Band (Kevin Nash e Syxx-Pac)   | Tag team match                                               | 09:43 |
| 7                              | Mr. Anderson derrotou Abyss                                                                 | Singles match                                                | 10:35 |
| 8                              | A.J. Styles (c) derrotou Kurt Angle                                                         | Last Chance match pelo TNA World Heavyweight Championship    | 28:46 |
| (c) - Campeão(s) antes da luta |                                                                                             |                                                              |       |